# Yang Lina
Yang Lina (chinesisch 杨莉娜; * 13. April 1994 in Huzhou, Zhejiang) ist eine chinesische Fußballspielerin.

## Karriere

### Vereine
Von Shanghai Shengli kommend, wurde sie im September 2022 nach Frankreich zu Paris Saint-Germain verliehen. Eigentlich sollte die Leihe über die ganze Saison gehen, nach nur zwei Einsätzen für die Pariserinnen verließ sie diese im Winter und schloss sich per Leihe nun bis zum Ende der Saison 2022/23 dem FC Levante Las Planas an.

### Nationalmannschaft
Ihr Debüt bei der A-Nationalmannschaft hatte sie bei den Asienspielen 2018, wo sie am 17. August 2018 beim 7:0-Sieg über Hongkong eingesetzt wurde. Nach ein paar weiteren Freundschaftsspielen und Einsätzen bei Einladungsturnieren wie dem Algarve-Cup 2019, wurde sie schlussendlich für den Olympiakader beim Turnier der Spiele 2020 nominiert und kam dort auch zu drei Einsätzen in der Startelf.
Das Jahr 2022 ging für sie dann weiter mit der Asienmeisterschaft zum Start des Jahres, bei welcher sie mit ihrem Team am Ende den Titel gewann. Jedoch blieb sie im Finalspiel ohne Einsatz. Im Sommer war sie dann auch noch bei der Ostasienmeisterschaft 2022 dabei und kam hier zu zwei Partien mit Spielzeit.
Am 5. Juli 2023 wurde sie für den finalen Kader bei der Weltmeisterschaft 2023 nominiert.